# Мэйдзи-Дзингумаэ (станция)
Станция Мэйдзи-Дзингумаэ (яп. 明治神宮前駅 мэйдзи дзингу: маэ эки) — железнодорожная станция на линях Тиёда и Фукутосин, расположенная в специальном районе Сибуя, Токио. Станция обозначена номером C-03 на линии Тиёда и F-15 на линии Фукутосин. На станции установлены автоматические платформенные ворота.

## Окрестности станции
- Храм Мэйдзи
- Парк Ёёги

## Планировка станции
Две платформы островного типа и 4 пути.
| 1 | ○ Линия Тиёда     | Ёёги-Уэхара, Каракида (Линия Тама)                                                   |
| 2 | ○ Линия Тиёда     | Отэмати, Аясэ, Абико (JR East Линия Дзёбан)                                          |
| 3 | ○ Линия Фукутосин | Сибуя                                                                                |
| 4 | ○ Линия Фукутосин | Икэбукуро, Вакоси, (Линия Тодзё) Синрин-Коэн, (Линия Юракутё, Линия Икэбукуро) Ханно |

## Близлежащие станции
| «                                    |                         | Линия                      |                    | »                  |
| Линия Тиёда (C-03)                   | Линия Тиёда (C-03)      | Линия Тиёда (C-03)         | Линия Тиёда (C-03) | Линия Тиёда (C-03) |
| ------------------------------------ | ----------------------- | -------------------------- | ------------------ | ------------------ |
| Ёёги-Коэн (C-02)                     | Ёёги-Коэн (C-02)        | -                          | Омотэсандо (C-04)  | Омотэсандо (C-04)  |
| Линия Фукутосин (F-15)               |                         |                            |                    |                    |
| Китасандо (F-14)                     | Китасандо (F-14)        | Local                      | Сибуя (F-16)       | Сибуя (F-16)       |
| Синдзюку-Сантёмэ (F-13)              | Синдзюку-Сантёмэ (F-13) | Express (По выходным дням) | Сибуя (F-16)       | Сибуя (F-16)       |
| Express: не останавливается          |                         |                            |                    |                    |
| Commuter Express: не останавливается |                         |                            |                    |                    |